# Balacra diaphana
Balacra diaphana là một loài bướm đêm thuộc phân họ Arctiinae, họ Erebidae.